# Жупанин, Андрей Викторович
Андрей Викторович Жупанин (укр. Андрій Вікторович Жупанин; род. 19 июля 1989 года, Виноградов, Закарпатская область) — украинский юрист, политик. Народный депутат Украины IX созыва.

## Биография
Учился в виноградовских городских СОШ №1 и СОШ №8, последнюю закончил с золотой медалью в 2006 году. В 2004—2007 годах играл за юношескую футбольную команду «Севлюш».
В 2006—2010 годах учился на юридическом факультете Ужгородского национального университета, получил диплом с отличием. Был лауреатом именной университетской стипендии имени Петра Лодия.
В 2010—2012 годах учился в магистратуре Киевского национального университета имени Тараса Шевченко, получив диплом с отличием. В период университетского обучения стал трёхкратным победителем общенационального стипендиального конкурса «Завтра UA».
В 2012—2017 годах работал юристом в юридической фирме Sayenko Kharenko.
В 2014 году поступил в Лейденский университет (Нидерланды), получив диплом магистра международного гражданского и коммерческого права.
В 2017—2019 годах работал юристом в украинском офисе международной юридической фирмы DLA Piper.
В 2018 году избран членом комитета по корпоративному праву и фондовому рынку Ассоциации юристов Украины.
Был основателем и руководителем ООО «Первые украинские услуги» и «Оушен ЮЭЙ».
На парламентских выборах на Украине в 2019 году стал народным депутатом Украины 9-го созыва, войдя в список партии «Слуга народа» под № 110.
Член Комитета Верховной Рады по вопросам энергетики и жилищно-коммунальных услуг, председатель подкомитета по вопросам газовой, газотранспортной отрасли и политики газоснабжения.
Сопредседатель группы по межпарламентским связям с Королевством Нидерландов.